# Клас Тунберг
Арнольд Клас Роберт Тунберг (швед. Arnold Clas Robert Thunberg; 5 квітня 1893, Гельсингфорс, Велике князівство Фінляндське — 28 квітня 1973, Гельсінкі, Фінляндія) — фінський ковзаняр, багаторазовий чемпіон світу (1923, 1925, 1928, 1929 і 1931 років), п'ятикратний олімпійський чемпіон (1924 і 1928), багаторазовий чемпіон Європи. Багаторазовий рекордсмен світу. Перший триразовий чемпіон зимових олімпійський ігор в історії.
Клас Тунберг почав займатися ковзанярським спортом в 18 років. У 28 років він завоював перший титул — чемпіон Європи і протягом 10 років показував видатні результати. За кар'єру встановив чотири світові рекорди.